# Toplerhaus (Nürnberg)

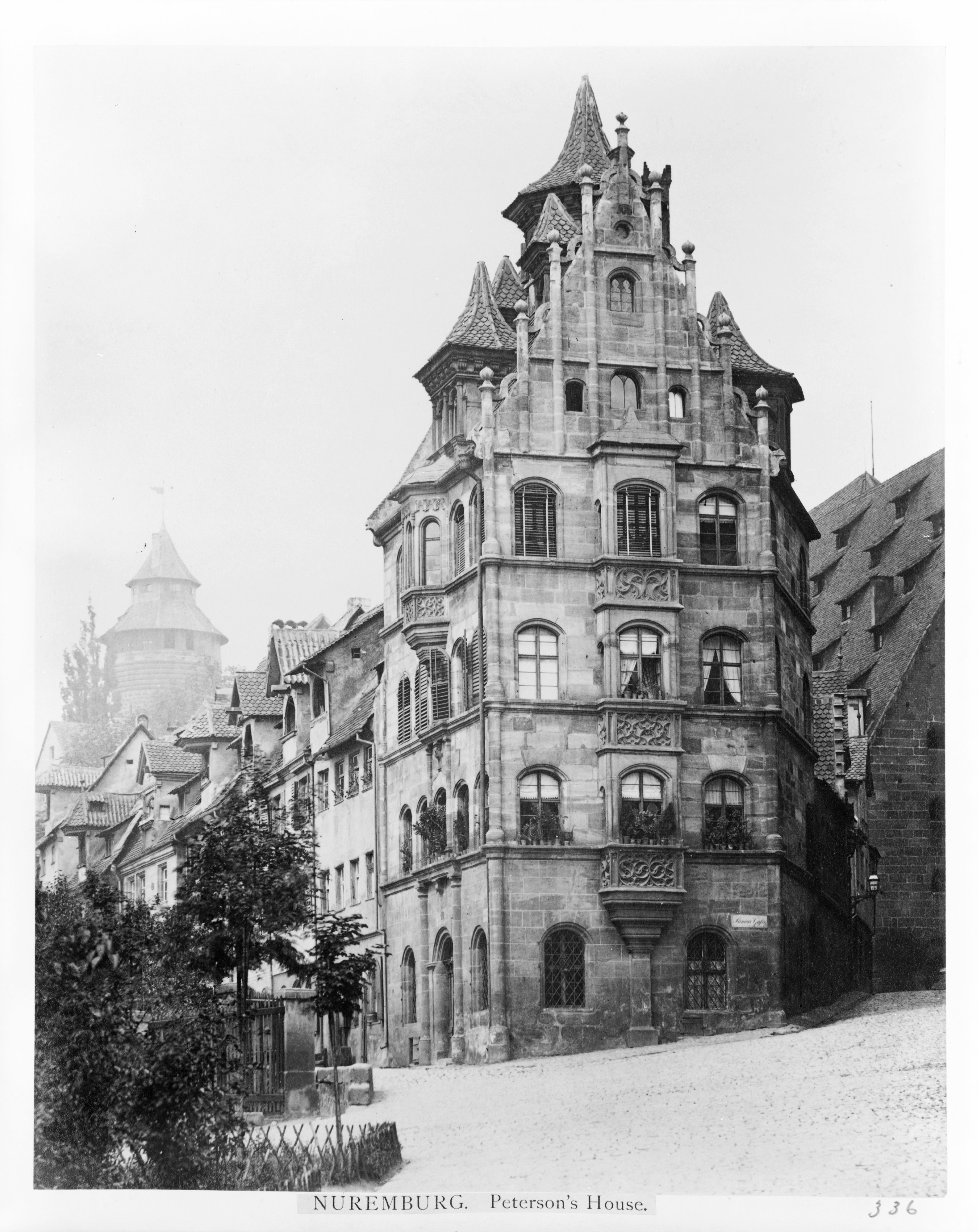
Das Toplerhaus, Untere Söldnersgasse 17. Aufnahme zwischen 1860 und 1890

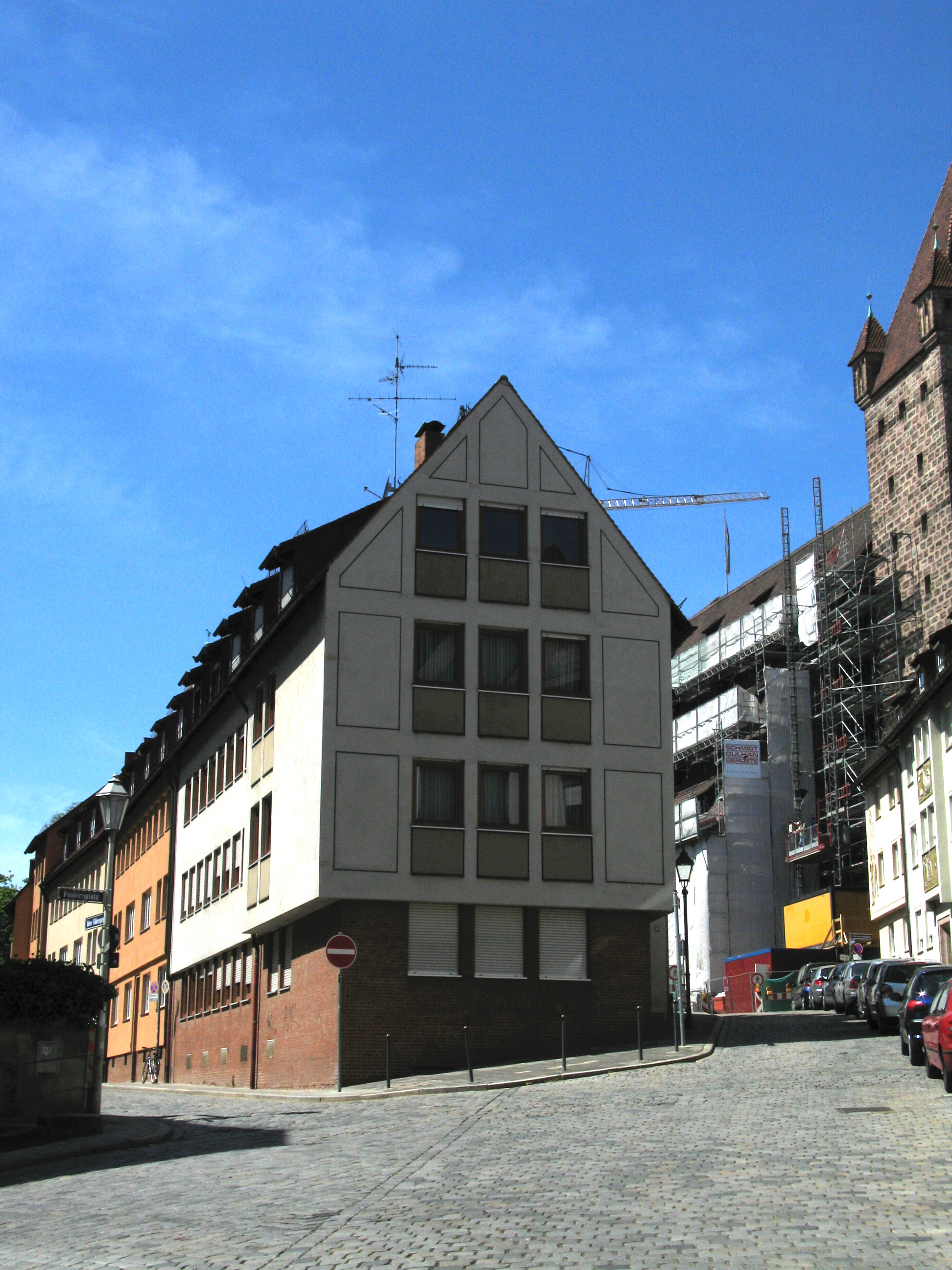
Heutiger Nachkriegsbau

Das Toplerhaus war ein bedeutendes Bürgerhaus der Renaissance in Nürnberg, das nach der Patrizierfamilie Topler (auch: Toppler) benannt war. Es wurde bei einem Bombenangriff im Zweiten Weltkrieg zerstört.

## Lage
Das Toplerhaus stand an prominenter Stelle am Paniersplatz im Burgviertel der Nürnberger Altstadt. Es wurde flankiert von der Oberen und Unteren Söldnersgasse, die hier in den Paniersplatz mündeten.

## Baugeschichte
Jakob Wolff der Ältere errichtete das Haus 1590/91 als einen turmartigen Sandsteinquaderbau mit Fialengiebel. Beim Luftangriff am 2. Januar 1945 brannte das Haus nieder und stürzte ein; die Reste wurden später abgetragen. Der an gleicher Stelle entstandene Nachkriegsbau ist ein einfacher Zweckbau ohne baugeschichtliche Relevanz.